# Abzaria latipetiolaris
Abzaria latipetiolaris är en stekelart som beskrevs av Cameron 1885. Abzaria latipetiolaris ingår i släktet Abzaria och familjen brokparasitsteklar. Inga underarter finns listade i Catalogue of Life.